# From Time to Time
From Time to Time is een Britse fantasy-dramafilm uit 2009 onder regie van Julian Fellowes. Het verhaal is gebaseerd op dat uit het kinderboek The Chimneys of Green Knowe (1958) van Lucy M. Boston.

## Verhaal
De dertienjarige Tolly logeert bij zijn grootmoeder Oldknow terwijl zijn moeder op zoek is naar zijn vader, die vermist wordt in de oorlog. Hij heeft een gave waarmee hij heen en weer kan reizen in de tijd. Tolly ziet de geesten van zijn overleden familieleden in het huis rondspoken. Samen met zijn oma ontdekt hij de geheimen van zijn voorvaderen.

## Rolverdeling
- Maggie Smith als Mevr. Oldknow
- Alex Etel als Tolly
- Timothy Spall als Boggis
- Pauline Collins als Mrs. Tweedle
- Eliza Bennett als Susan (als Eliza Hope Bennett)
- Rachel Bell als Perkins
- Dominic West as Caxton
- Carice van Houten als Maria Oldknow
- Douglas Booth als Sefton
- Jenny McCracken als Mrs. Gross
- Christine Lohr als Mrs. Robbins
- Alan Charlesworth als Robert the Footman
- Hugh Bonneville als Captain Oldknow
- Kwayedza Kureya als Jacob
- Harriet Walter als Lady Gresham